# Computer Bismarck
Computer Bismarck — покрокова стратегічна комп'ютерна гра в жанрі варгейм. Її розробила та видала компанія Strategic Simulations, Inc. 1980 року. Сюжет гри ґрунтується на подіях 1941 року Другої світової війни, під час яких Збройні сили Великої Британії переслідували німецький лінкор Бісмарк.
Гра була комерційно успішною та отримала позитивні відгуки преси. Computer Bismarck відіграла важливу роль у популяризації комп'ютерних ігор загалом і стратегічних ігор зокрема. Її часто називають першим «серйозним варгеймом для мікрокомп'ютерів».

## Сюжет

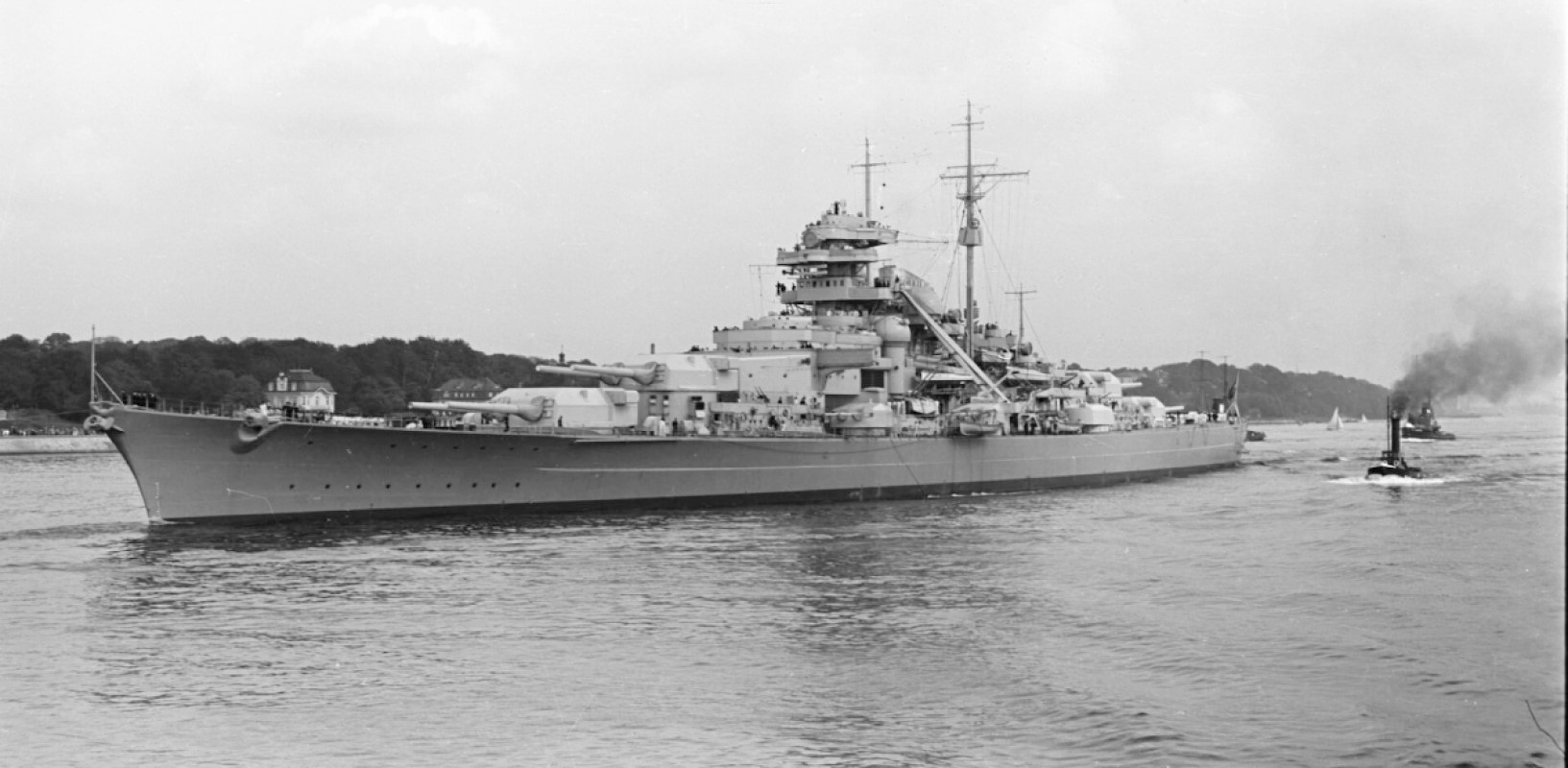
Німецький лінкор Бісмарк 1940 року

Гра являє собою симуляцію останнього бою лінкора німецького військового флоту Бісмарк у водах атлантичного океану під час Другої світової війни. У травні 1941 Бісмарк і крейсер Принц Ойген потопили в Данській протоці британський флагман, лінійний крейсер Худ і завдали серйозних пошкоджень лінкору Принц Уельський. Розпочате після цього полювання британського флоту на «Бісмарка» призвело до його затоплення 26 травня 1941.

## Ігровий процес
Computer Bismarck — це покроковий комп'ютерний варгейм, в якому гравець контролює збройні сили Великої Британії проти лінкора Бісмарк та інших німецьких юнітів. Силами Німеччини може керувати як штучний інтелект (який називається «Отто фон Комп'ютер»), так і другий гравець. Дія гри відбувається на карті півночі Атлантичного океану, на якій літерами англійського алфавіту позначені юніти та споруди (порти та злітно-посадкові смуги). Юніти володіють різними характеристиками, які визначають їх мобільність, вогневу міць, вразливість й інші ігрові чинники. Ходи складаються з фаз, коли гравці за допомогою команд можуть робити різні запити й віддавати юнітам накази. Гравці заробляють очки, знищуючи війська опонента. Гра закінчується після закінчення певної кількості ходів або в разі потоплення Бісмарка. Гравець, який у підсумку набрав більшу кількість очок, стає переможцем.

## Розробка
Computer Bismarck — перша гра Strategic Simulations Inc. Розробка зайняла шість місяців. Створювали гру дві людини — Джоель Біллінгс, який займався дизайном гри, і Джон Лайонс, який писав програмний код. Під час навчання в коледжі, Джоель Біллінгс використовував комп'ютери для економетрії та математичного моделювання. Цей досвід наштовхнув Біллінгса на думку, що комп'ютери підходять для реалізації варгеймів і дозволяють уникати нудної паперової роботи, від якої страждав ігровий процес настільних ігор. Незадовго до закінчення коледжу, Біллінгс зустрів програміста з IBM, з яким обговорював можливість створення компанії та запропонував йому приєднатися. Програміст відмовився, мотивуючи це тим, що варгейми занадто складні, щоб стати популярними. Біллінгс розклеїв оголошення в хобі-магазинах міста Санта-Клара для залучення ентузіастів настільних військових ігор з досвідом програмування. Лайонс був першим, хто відгукнувся на оголошення й незабаром він приєднався до Біллінгса.
Біллінгс вибрав останній бій Бісмарка, оскільки вирішив, що його буде легше реалізувати на комп'ютері, ніж інші варгейми. У серпні 1979 Біллінгс надав Лайонсу доступ до комп'ютера для написання програми. На той момент обидва мали постійну роботу, і вони займалися написанням гри в квартирі Біллінгса ночами. Лайонс виконував основну роботу з програмування, а Біллінгс допомагав з даними й простішими завданнями.
Тоді як Лайонс зайнявся програмуванням, Біллінгс почав вивчати ринок комп'ютерних ігор. Він оглянув місцеві магазини ігор і відвідав ігрову конференцію в Сан-Франциско. Біллінгс зв'язався з Томом Шоу з компанії Avalon Hill, яка займалася виробництвом комп'ютерних ігор, попросив їх поділитись інформацією й запропонував видати розроблювану гру, але отримав відмову. Коли вони закінчили Computer Bismarck в січні 1980 року, то почали шукати графічного дизайнера для створення упаковки гри.
Біллінгс знайшов Луїса Сікау за допомогою друзів, але сумнівався чи доручати йому цю роботу. Натхненний настільними іграми Avalon Hill, Біллінгс хотів, щоб ігри SSI виглядали професійно й містили мапи, детальні керівництва, а коробка була чудово оформлена. За два місяці до цього Сікау залишив медичну школу, щоб йти за своєю давньою мрією — стати графічним дизайнером. Йому було важливо отримати цю роботу й він гарантував Біллінсу, що відмовиться від оплати, якщо результат буде незадовільним. Сусід Сікау по кімнаті працював у журнальному видавництві та допоміг йому скористатися стаціонарною камерою в неробочий час. Його двоюрідний брат узяв на себе друк коробок. Компанія не мала складу, і всі 2000 коробок для першого накладу зберігалися в спальні Біллінгса. У лютому він надрукував 30000 рекламних листівок для власників Apple II й представив гру на виставці Applefest. У квітні SSI надрукували повносторінкову рекламу в журналі «BYTE», яка стверджувала: «Тепер є справжній історичний варгейм для вашого домашнього комп'ютера… Раніше нічого подібного не було».
У рекламі йшлося про можливості грати проти комп'ютера або проти людини, а також зберігатися під час гри.

## Відгуки та спадщина
Пітер Енсофф в огляді журналу «BYTE» назвав гру «віхою в розробці комерційних варгеймів» і похвалив можливість гри проти комп'ютера. Стосовно інших аспектів рецензія була не такою позитивною: Енсофф розкритикував сліпе копіювання ігрової механіки з настільної гри Bismarck і зазначив, що «всі невдачі Computer Bismarck можна підсумувати тим, що гра не повною мірою використовує можливості, доступні на комп'ютері». Тим не менше, гру краще зустріли інші критики. Ніл Шапіро з «Популярної механіки» похвалив деталізованість і можливість здійснення складних маневрів, характерних для реальних боїв. він назвав гру унікальною та «фантастичною». Хоєр Ренді в огляді журналу «Creative Computing» зазначив, що через велику складність гра підійде не всім, але рекомендував її тим, хто не боїться виклику. Дослідник морського флоту США Пітер Перла назвав такі ігри, як Computer Bismarck кроком вперед у розробці військових ігор, як порівняти з попереднім аркадним підходом. Він позитивно оцінив додавання штучного інтелекту, що дозволило грати одному. Перла зазначив, що SSI зобов'язана успіхом своїм раннім Варгеймам, особливо Computer Bismarck.
Боб Проктор з «Computer Gaming World» теж назвав головною причиною успіху SSI те, що їх перша гра Computer Bismarck принесла великий прибуток. Він так само відзначив, що гра спонукала багатьох ентузіастів надсилати SSI свої ігри, що забезпечило процвітання компанії. Також Проктор заявив, що Computer Bismarck, разом з іншими іграми того часу, посприяв розвитку популярності комп'ютерних ігор. Він також зауважив, що професійно зроблена упаковка вигідно вирізняла цю гру серед інших і додавала SSI серйозності. Тогочасні комп'ютерні ігри виходили в невиразних прозорих пакетах із застібкою. Завдяки своїй роботі над упаковкою, Сікау зайняв постійну посаду в компанії та оформляв більшість її подальших продуктів.
Журнал «BYTE» відмічав, що ігрова механіка Computer Bismarck схожа на настільну гру Bismarck виробництва Avalon Hill. У статті говорилося: «з ввічливості варто відзначити, що гра ґрунтується на дизайні Avalon Hill». 1983 року компанія Avalon Hill подала позов до суду, звинувачуючи SSI в порушенні авторських прав на їх настільні ігри.Computer Bismarck була згадана поряд з іншими продуктами. Компанії прийшли до угоди, не доводячи справу до суду.
У грудні 2013 вихідний код Computer Bismarck і деяких інших ігор SSI передали до Міжнародного центру історії електронних ігор (ICHEG).